# بطولة أندية تونغا 1998
موسم 1998 من بطولة أندية تونغا كان الموسم العشرون من منافسات دوري الدرجة الاولى لكرة القدم في تونغا . وقد فاز فريق لوتوهاباي يونايتد بالبطولة للمرة الاولى، حيث بدأ سلسلة الرقم القياسي من 11 لقبًا في الدوري الرئيسي لتونغا. وقد فاز لوتوها أباي يونيد على كولوفو 2–1 في النهائي الذي يلعب خروج المغلوب. 

## الترتيب
أفضل 3 فرق في الجدول:
1. لوتوهاباي يونايتد
2. فاولونجولونجو
3. ماوفانجا